# Kuksz
Kuksz – herb szlachecki.

## Opis herbu
Na tarczy z pasem srebrnym, na którym jednorożec w biegu, w polu górnym błękitnym w lewym rogu, a w dolnym błękitnym w prawym rogu – gwiazda złota. U szczytu dwa rogi, błękitny i czerwony; z munsztuków ich wychodzą po trzy kłosy, a między trąbami gwiazda złota. Labry z prawej strony błękitno-złote, z lewej czerwono-srebrne.

## Najwcześniejsze wzmianki
27 lutego 1751 r. nadany rodzinie węgierskiego pochodzenia Kukszów v. Kuksów, przez Marię Teresę – cesarzową świętego państwa rzymskiego.

## Herbowni
Kukszowie.